# Émbaros
Émbaros (Emparos) är en ort i Grekland.   Den ligger i prefekturen Nomós Irakleíou och regionen Kreta, i den sydöstra delen av landet, 400 km söder om huvudstaden Aten. Émbaros ligger 431 meter över havet och antalet invånare är 247.
Terrängen runt Émbaros är kuperad västerut, men österut är den bergig. Runt Émbaros är det ganska glesbefolkat, med 25 invånare per kvadratkilometer. Närmaste större samhälle är Arkalochóri, 12,3 km nordväst om Émbaros. == Kommentarer ==
1. ↑  Framräknat ur höjduppgifter (DEM 3") från Viewfinder Panoramas.[2] Mer om algoritmen finns här: Användare:Lsjbot/Algoritmer.
2. ↑  Framräknat ur variansen i alla höjduppgifter (DEM 3") från Viewfinder Panoramas, inom 10 km radie.[2] Mer om algoritmen finns här: Användare:Lsjbot/Algoritmer.